# Rodolfo Fierro
Rodolfo Fierro (El Fuerte, 1880 – Laguna de Mormones, 13 ottobre 1915) è stato un generale, rivoluzionario e ferroviere messicano, combattente della rivoluzione messicana nella División del Norte, l'esercito di Pancho Villa.

## Biografia

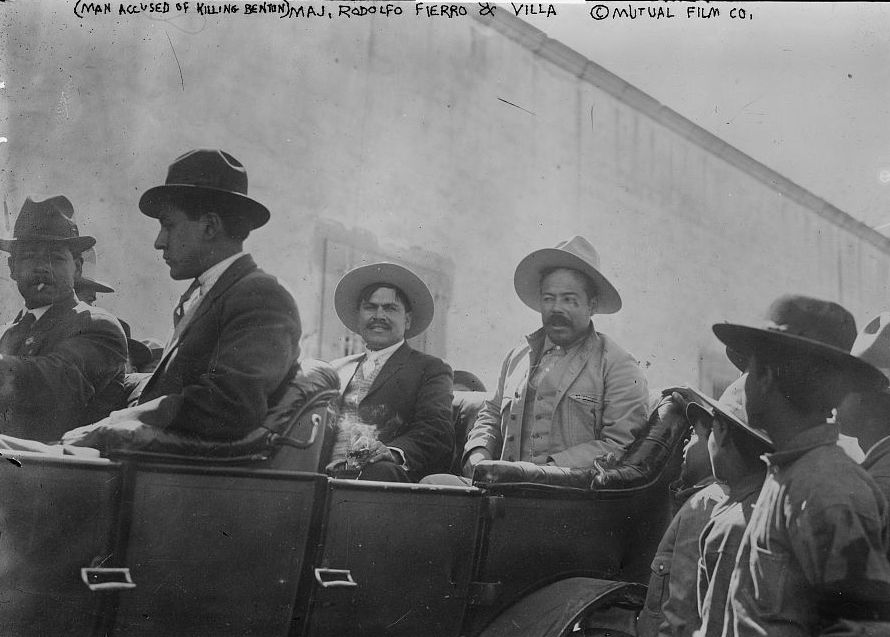
Rodolfo Fierro e Pancho Villa

### Prima della rivoluzione
Rodolfo Fierro nacque a Charay, nel Sinaloa, e non conobbe mai i genitori. Del padre si sa solo che era un bianco, mentre la madre era una india Mayo, che faceva la domestica in casa dei signori Fierro. Dopo il parto abbandonò il bambino, e i signori presso cui lavorava se ne presero cura e gli diedero il loro cognome.
Da giovane si arruolò nell'esercito e con il grado di sottotenente combatté nella campagna di sterminio contro gli Yaqui, partecipando successivamente alla deportazione dei vinti ridotti in schiavitù. Nel 1906 fu mandato a reprimere la ribellione dei minatori nello sciopero di Cananea ma, stanco di seguire le direttive della dittatura di Porfirio Díaz, si unì ai soldati governativi che si erano ammutinati, sparando contro le guardie statunitensi della multinazionale mineraria.
Lasciato l'esercito, trovò lavoro in ferrovia come macchinista. Si sposò nel 1906 con Luz Dessen, una donna bellissima, che morì di parto nel 1907. La bambina nata sopravvisse una sola settimana. Questo evento lo avrebbe segnato per tutta la vita.
I futuri compagni della División del Norte lo descrivevano come un tipo stranissimo. Alto, robusto, faccia tonda, carnagione scura ma occhi chiari, sguardo magnetico. Era un buon giocatore di scacchi, coraggioso e temerario, sempre pronto alla sfida, al duello, al litigio, propenso ad alcolizzarsi troppo spesso perdendo completamente la ragione, diventando violento più di quanto lo fosse in combattimento. Accanto a Pancho Villa sembrava calmarsi, ma era sempre difficile controllarlo, spietato all'inverosimile verso i nemici e verso chiunque gli si parasse davanti per qualsiasi motivo.
Per dare un'idea del personaggio, il suo passatempo preferito era la roulette russa nella variante “messicana”: ci si sedeva tutti intorno ad un tavolo, si prendeva un revolver carico, si armava il cane e lo si lanciava in aria. Se cadeva sbattendo il cane questo scattava facendo partire il colpo. Oppure si prendeva un revolver, carico, si armava il cane e lo si metteva di piatto sulla superficie del tavolo, facendolo girare velocemente su se stesso. Ogni tanto il cane poteva sbloccarsi e sparare un colpo mentre il revolver girava, colpendo a casaccio uno dei presenti. Solitamente si faceva questo gioco completamente sbronzi.
Altrettanto estrema era la sua fedeltà alla rivoluzione ed in particolare a Pancho Villa: mai si è saputo di un suo coinvolgimento in complotti, sedizioni, tradimenti (numerosissimi nella rivoluzione messicana), mai ha disobbedito ad un ordine impartito personalmente dal suo capo, spesso era de facto la sua guardia del corpo, il suo braccio destro in battaglia come negli ambienti governativi, nelle riunioni militari e civili, negli spostamenti effettuati nei momenti dei combattimenti o di tregua.
Forse per questo motivo Villa gli perdonò sempre i suoi eccessi, come anche il suo attaccamento morboso alla bottiglia (per i combattenti villisti era proibito bere, pena la fucilazione). Aveva troppo bisogno di lui e gli era affezionato, oltre ad avere la consapevolezza di essere l'unica persona esistente che per qualche motivo riusciva a controllarlo, trasformandolo in una pedina di fondamentale importanza per la sua armata rivoluzionaria. Al suo fianco diventava anche un amico esemplare e sincero oltre che un coraggioso combattente, tanto quanto diventava un ubriacone violento, illogico ed imprevedibile quando lui non c'era.
Lapidaria e insuperabile la descrizione che ne fa di lui Ramon Puente: < Rodolfo Fierro era un cane fedele, ma un cane incrociato con un lupo>.

### La rivoluzione
All'esplodere della rivoluzione messicana, venne reclutato dai maderisti (sostenitori di Francisco Madero), per combattere Porfirio Díaz insieme ad un gruppo di minatori. Si trovò in seguito a combattere nell'Assedio di Ciudad Juárez, dove conobbe per la prima volta Pancho Villa. In seguito alla prima vittoriosa fase della rivoluzione depose le armi tornando a fare il macchinista. Nel 1912, quando Pancho Villa era stato arrestato ingiustamente per ordine del generale Victoriano Huerta durante la Ribellione di Orozco, il treno con cui era stato deportato a Città del Messico e qui imprigionato nel famigerato carcere militare di Tlatelolco era pilotato proprio da Rodolfo Fierro, ma nessuno dei due sapeva della presenza dell'altro.
Nel giugno 1913 riprese le armi contro la nuova dittatura di Huerta, andando a combattere a capo di un gruppo di giovani durante la conquista della città di Durango, avvenuta il 17 giugno da parte delle forze comandate da Tomás Urbina. Passò quindi agli ordini di quest'ultimo ma, a settembre del 1913, durante il concentramento di forze in vista della prima battaglia delle città lagunari, Urbina ordinò a Fierro, non si sa perché, di passare senza nessun sottoposto ai suoi ordini nell'armata di Pancho Villa. Da questo momento sarebbe diventato il suo braccio destro, il suo uomo di fiducia e non si sarebbero più separati.
Fierro partecipò a tutti i principali eventi militari della División del Norte, al comando di truppe sempre più numerose. Nei primi mesi passati sotto gli ordini di Villa ricoprì anche l'incarico di esattore dei tributi forzati imposti dai rivoluzionari a commercianti e possidenti della città di Torreón. Successivamente alla conquista di Ciudad Juárez sarà supervisore delle ferrovie, in virtù della sua esperienza nel settore.
Nella Battaglia di Tierra Blanca si lanciò al galoppo all'inseguimento dei treni dei federali in fuga, saltò dal cavallo sulla ringhiera dell'ultimo vagone e salì sul tetto, saltando da un vagone all'altro fino a raggiungere la locomotiva e azionare il freno idraulico, bloccando quello e gli altri treni che lo seguivano, impedendo loro la fuga e facendo scontrare uno di essi contro un altro treno di rinforzi che giungeva loro da Chihuahua.
Partecipò a tutte le principali battaglie fino alla caduta del dittatore Huerta (Ojinaga, la seconda battaglia delle città lagunari, Paredón, Zacatecas), poi partecipò alla Convenzione di Aguascalientes. Allo scoppio della guerra civile tra Convenzionalisti e Carranzisti (sostenitori di Venustiano Carranza), Villa lo mandò al comando delle truppe del Jalisco, ma come comandante non si rivelò granché, venendo sconfitto nei pressi di Guadalajara a fine gennaio 1915, permettendo alle truppe carranziste di Diéguez e Murguía di rioccupare la città. Tra il 17 e il 18 febbraio arrivarono i rinforzi con lo stato maggiore della División del Norte, e nella Battaglia di Sayula Villa sconfisse le truppe carranziste mentre Fierro, guidò la carica finale all'inseguimento del nemico in fuga e compì un massacro, catturando migliaia di prigionieri e fucilandone centinaia e centinaia per tutta la notte. Successivamente Villa tornò nel centro del paese lasciando nuovamente le forze del Jalisco al comando di Fierro, con l'ordine di eliminare le rimanenti truppe carranziste ormai allo sbando, ma venne sconfitto di nuovo nella battaglia di Tuxpan, fallendo l'obiettivo di occupare la costa pacifica.
Partecipò in seguito alla Battaglia di Celaya, ma dopo, in quella di Trinidad, commise un altro errore tattico ingiustificabile: il 12 maggio 1915, dopo la vittoria villista nello scontro del Cerro de la Cruz, prologo della Battaglia di La Trinidad, non si sa per quale motivo uscì da un bosco in cui si era nascosto al comando di 1000 cavalieri e, completamente sbronzo, si lanciò alla carica delle truppe di Álvaro Obregón, trincerate nell'hacienda La Loza, forti di cavalleria, fanteria, trincee e mitragliatrici. La carica fu selvaggia, coraggiosa, i cavalli raggiunsero le trincee e le saltarono mentre molti difensori venivano uccisi a revolverate ma nulla poterono contro le mitragliatrici e il maggior numero di uomini cui si trovavano di fronte. Dovettero pertanto ritirarsi e dei 1000 uomini iniziali 300 erano morti, di cui 80 erano Dorados della scorta personale di Villa. Fierro si era salvato ma aveva una gamba ferita e, rientrato alla base coperto di polvere e di sangue, Villa decise di fucilarlo; cosa che non avvenne solo perché essendo ferito venne messo sul treno ospedale e mandato a Chihuahua in convalescenza.
La sua impresa militare più brillante avvenne appena dopo la guarigione, durante la Battaglia di Aguascalientes: il 26 giugno, prima della battaglia, Villa mise lui e Canuto Reyes al comando di una brigata di cavalleria di 3000 uomini che partì da Peñuelas, con il compito di aggirare l'esercito nemico, avanzare a sud verso Città del Messico tagliando le comunicazioni e i rifornimenti di Obregón con la capitale e Veracruz, base dei carranzisti. Poi raggiungere il Morelos (territorio zapatista) per recuperare il villista Roque González Garza, ex presidente della Convenzione decaduto e rimasto tagliato fuori dai suoi compagni in seguito alle disastrose sconfitte subite da Villa a Celaya e a La Trinidad. L'operazione riuscì alla perfezione, con Fierro che occupa León il 3 luglio, isolando Obregón dalla capitale, distrugge le ferrovie da cui arrivano i suoi rifornimenti e si congiunge alle truppe di Roque, portandolo sano e salvo a Torreón il 18 agosto, dopo oltre 1000 km percorsi in territorio nemico, combattendo contro un nemico 10 volte superiore e con gli effettivi praticamente intatti.

### "El carnicero"
La fama sinistra che lo accompagnava fece nascere molti aneddoti riguardanti la sua brutale spietatezza, tanto da essere soprannominato da amici e nemici El carnicero (il carnefice): questo nomignolo gli venne affibbiato in seguito all'esecuzione di 300 Colorados fatti prigionieri da lui effettuata in un recinto di cavalli. Con 3 pistole che un amico gli caricava continuamente, faceva entrare nel recinto 10 prigionieri alla volta uccidendoli mentre quelli correvano disperati.
John Reed, giornalista statunitense corrispondente del Metropolitan al seguito di Villa, raccontava che in due settimane trascorse a Chihuahua dopo la sua conquista da parte della División del Norte, Fierro aveva ucciso 15 persone a sangue freddo. Il generale statunitense, capo di stato maggiore dell'esercito, Hugh L. Scott, raccontava che in una casa di Hidalgo del Parral, Fierro aveva ucciso a sangue freddo 34 persone per puro divertimento. Queste storie erano esagerate e condite di fantasia volta a diffamare la reputazione di Fierro, ma non si discostavano molto dalla realtà.
Ecco alcune delle sue “imprese” più famose:
- Il 13 ottobre 1913 in una casa da gioco di Torreón affronta Garcia de la Cadena, ufficiale delle truppe alleate di Benavides, in un duello all'arma bianca usato all'epoca e chiamato Tàrtaro, però ad un certo punto estrae un pugnale dallo stivale e lo lancia contro l'avversario prendendolo in pieno petto e uccidendolo;
- Nel gennaio 1914 uccide a Chihuahua un altro ufficiale delle truppe di Benavides, tale Vela, creando una rottura insanabile tra quelle truppe e il resto della División del Norte, che passeranno ai carranzisti dopo la crisi della Convenzione;
- Il 15 febbraio 1914 nel quartier generale di Chihuahua uccide Benton, un latifondista scozzese che non voleva perdere le sue terre messicane e che si era presentato a insultare e minacciare Villa, arrivando ad estrarre la pistola;
- Nel marzo 1914 uccide durante una sbronza un ferroviere nel quartiere Santo Nino di Chihuahua, in seguito a ciò verrà degradato e sollevato dall'incarico di supervisore delle ferrovie.
- Nel dicembre 1914, durante l'occupazione di Città del Messico da parte degli uomini della Convenzione, preleva con la forza dal ristorante dove abitualmente mangia l'ufficiale David Berlanga, rappresentante del governatore di Aguascalientes, lo porta nel cimitero più grande della capitale e lo crivella di pallottole, perché aveva insultato ripetutamente i combattenti villisti;
- La notte del 18 febbraio 1915, fucila senza sosta i prigionieri carranzisti catturati in seguito alla grande vittoria di Sayula, e nonostante l'ordine di risparmiarli lui continua di persona ad ammazzarli, poi ammazza anche un suo soldato che si era lamentato di quell'inutile strage, rischiando di essere ucciso da un amico di quest'ultimo;
- Il 4 settembre 1915 dopo la resa dei conti con Tomás Urbina che stava tradendo la División del Norte, e la riappacificazione di questi con Villa, convince gli altri fedelissimi che non bisogna lasciare vivere un rinnegato e quindi cattura e uccide ad Arroyo de las Catarinas Urbina e il suo assistente Justo Nevarez.

### La morte
Come lo è stato il personaggio anche la sua morte è stata assurda per la maniera illogica e insensata in cui è avvenuta.
Il 13 ottobre 1915 la sua brigata raggiunse il lago artificiale di Laguna de Mormones. Doveva congiungersi alle truppe degli altri generali che si accingevano ad affrontare la campagna del Sonora, che sarebbe culminata nella sconfitta di Agua Prieta.
C'era una comoda via che aggirava il lago, ma Fierro, completamente ubriaco, decise di guadarlo con il cavallo, nonostante le proteste dei suoi compagni, perché diceva: <Quella è la via da fare per uomini che siano veri uomini e per cavalli che siano veri cavalli!>.
Ci provò ma l'acqua ghiacciata cedette e il cavallo sprofondò nel fango, annegando. Lui affondò ma risalì in superficie nuotando e ridendo, e si fece dare un altro cavallo che fece la stessa fine, ma questa volta anche lui non riemerse, affondando nell'acqua ghiacciata e nel fango con il cavallo, sotto gli occhi sconcertati dei suoi soldati che si buttarono in acqua per salvarlo, inutilmente.
Quando raggiunsero Villa che lo stava aspettando, riferendogli l'accaduto neanche lui capì l'assurdità del fatto, tanto che questo fu il dialogo con il referente:
< Generale Villa, ho una brutta notizia: il generale Fierro è morto>
< E dove gli hanno sparato?>
< Non gli hanno sparato, è morto affogato>
< Affogato? …. per aver bevuto troppa tequila?>
Villa si recò al lago e si mise a piangere in silenzio, camminando avanti e indietro lungo le sponde sconsolato. Poi ordinò di recuperare il corpo, cosa che avvenne solo dopo 5 giorni di tentativi, da parte di un palombaro giapponese.